# Darryl Cox
Darryl Cox (Wiesbaden, 8 aprile 1955) è un attore statunitense.
Cox è nato in Germania ed è stato un ufficiale nelle U.S.S. Forrest Sherman dal 1977 al 1981. 
Nel 1982 ha cominciato a seguire gli studi di recitazione di Adam Roarke al laboratorio degli attori di Dallas. Grazie a ciò ha intrapreso la carriera cinematografica, recitando in piccoli ruoli in film come RoboCop e JFK - Un caso ancora aperto. Ha anche recitato in alcune serie televisive come Prison Break, Walker Texas Ranger, Avvocati a Los Angeles e General Hospital. 
Nel 1987 ha sposato Susanne Ingles. Ha avuto una figlia, Alexandria, nata il 1º aprile 1995. Si è separato nel 2002. Attualmente vive in Oklahoma.